# Frank H. Mahnke
Frank H. Mahnke (Holzminden, 1947 – Ginevra, 2015) è stato un progettista tedesco.
È stato un progettista ambientale, consulente e progettista del colore, consulente di psicologia applicata del colore e analista degli ambienti architettonici, nonché Presidente di IACC International, la più antica Associazione di Color Consultants/Designers, istituita a Hilversum nel 1957. 

Autore di alcuni dei più importanti testi di riferimento per l’approfondimento dello studio del colore, nel corso della sua carriera si è affermato a livello internazionale come esperto delle reazioni umane all’ambiente architettonico nei suoi diversi aspetti. È stato docente e direttore del Programma di Formazione e Accreditamento IACC per le Scuole IACC in Europa, Nord America e Asia (area del Pacifico/Giappone).
«Se ne va un grande maestro. Resta tutto il suo sapere, un preziosissimo dono per le future generazioni di progettisti del colore. Un patrimonio che IACC Italia si impegna a preservare» (Massimo Caiazzo, Presidente di IACC Italia)

## Biografia
Frank H. Mahnke a partire dal 1973 ha dedicato la sua vita allo studio del colore e al modo in cui questo può  essere utilizzato per creare ambienti salutari e benefici per l'uomo nei luoghi di vita, lavoro e cura. Presidente di IACC (Associazione Internazionale dei Consulenti/Progettisti del Colore) dal 1988 è stato anche responsabile dei Programmi di Formazione di IACC in tutto il mondo oltre che docente IACC sugli effetti psico-fisiologici del colore, la luce e le reazioni umane all’ambiente costruito e per il ruolo del colore nel marketing.
Dal 1977 ha lavorato come progettista ambientale e progettista del colore per il governo federale degli Stati Uniti e per i singoli governi locali. È stato il primo socio del Mahnke & Mahnke Environmental Design, che è diventato nel 1988 l’American Information Center for Color and Environment. Il suo lavoro si focalizza sull’importanza delle condizioni ambientali per gli ospedali e i centri psichiatrici, gli uffici, gli impianti industriali, le scuole e gli istituti di pena.
Dal 1977 è stato inoltre consulente di molte aziende, occupandosi dell’analisi delle condizioni ambientali in relazione agli aspetti psico-fisiologici, neuro-psicologici, psicosomatici e ergonomico-visivi in queste strutture.
È autore di numerosi articoli per riviste specializzate negli Stati Uniti, Germania e Svizzera e di numerosi libri tra i quali:
- Color and Light in Man-Made Environments, Van Nostrand Reinhold. New York 1987, 1993;
- Color Environment & Human Response, Van Nostrand Reinhold. New York, 1996;
- Mensch, Farbe, Raum (Humans, Color, Space). Co-Author.Verlagsanstalt Alexander Koch, Germany 1998;
- Color: Communication in Architectural Space. Co-Author. Birkhäuser Publisher Basel, Boston, Berlin. 2007.

È inoltre autore del testo di riferimento per tutti coloro che si occupano della materia, tradotto anche in Italia con il titolo: Il colore nella progettazione (Color in Planning), edito nel 1998 da UTET Torino.